# 금야역
금야역(金野驛)은 조선민주주의인민공화국 함경남도 금야군 금야읍에 위치한 평라선의 철도역이다.

## 연혁
- 1916년 9월 21일: 함경선 문천 - 영흥 간 개통과 함께 영흥역(永興驛)으로 영업 개시[1]
- 일자 불명: 평라선으로 편입
- 일자 불명: 금야역으로 개명.